# Ardó
Ardó fou el darrer rei visigot d'Hispània, successor d'Àquila II (o Àkhila) en els territoris regits per aquest fins al 713. Hom només en coneix el nom i la durada de set anys del seu regnat, però es pot conjecturar que fou elegit pels notables del seu regne. Després de la defecció d'Àquila II, i continuant l'acció diplomàtica que l'ocasionà, Abd-al-Aziz ibn Mussa, fill de Mussa ibn Nussayr, el 5 d'abril de 713 obtingué la submissió del comte visigot Teodomir, que regia l'extrem meridional dels dominis d'aquell. Cap a l'agost del mateix any, Mussa ibn Nussayr i Tàriq ibn Ziyad ocuparen Saragossa, ciutat pertanyent al primitiu domini d'Àquila i probablement conquerida després de Roderic, però no progressaren més enllà.
Fou el valí Al-Hurr qui, en 717-718, mig combatent mig negociant, ocupà la resta del País Valencià i d'Aragó i la major part de Catalunya, on Tarragona i potser Empúries foren destruïdes a causa de llur resistència. Ardó i els seus es retiraren llavors a la Septimània i convertiren els Pirineus i la línia de la Muga en una frontera temporal, amb Roses com a pern oriental del sistema defensiu. El successor d'Al-Hurr fou As-Samh, el qual el 720 ensorrà aquesta línia defensiva i ocupà finalment el Rosselló i Narbona, on potser Ardó trobà la mort en combat.
La liquidació de la resta del domini visigòtic ocorregué cinc anys més tard amb l'ocupació de Carcassona i, a continuació, la de tot el territori fins a Nimes.